# Země zítřka
Země zítřka (v anglickém originále Tomorrowland) je americký sci-fi mysteriózní dobrodružný film z roku 2015. Režie se ujal Brad Bird a scénáře Pitt a Damon Lindelof. Hlavní role hrají George Clooney, Hugh Laurie, Britt Robertson, Raffey Cassidy, Tim McGraw, Kathryn Hahn a Keegan-Michael Key. Film měl premiéru ve Spojených státech dne 22. května 2015 a o den dříve v České republice. Země zítřka získala smíšené reakce od kritiků, kteří kladně hodnotili originální děj, herecké výkony, hudební skóre, vizuální efekty, téma, ale negativně hodnotili tón filmu a jeho scénář. Produkce filmu a marketing stálo studio 330 milionů dolarů, film však vydělal pouhých 209 milionů dolarů. Studio Disney tak přišlo o 120–140 milionů dolarů.

## Obsazení
| George Clooney     | Frank Walker              |
| Hugh Laurie        | David Nix                 |
| Britt Robertsonová | Casey Newton              |
| Raffey Cassidy     | Athena                    |
| Tim McGraw         | Eddie Newton, otec Casey  |
| Kathryn Hahn       | Ursula                    |
| Keegan-Michael Key | Hugo                      |
| Chris Bauer        | pan Walker                |
| Thomas Robinson    | malý Frank Walker         |
| Pierce Gagnon      | Nate Newton, bratr Casey  |
| Matthew Maccaull   | Dave Clark                |
| Judy Greer         | Jenny Newton, matka Casey |

## Přijetí

### Tržby
Film vydělal 93,4 milionů dolarů v Severní Americe a 115,7 milionů dolarů v ostatních oblastech, celkově tak vydělal 209,2 milionů dolarů po celém světě. Rozpočet filmu činil 190 milionů dolarů. Magazín The Hollywood Reporter vypočítal, že celková cena filmu s produkcí a marketingem byla 330 milionů dolarů, což znameno ztrátu 120–140 milionů dolarů pro studio Disney. Za první víkend docílil nejvyšší návštěvnosti, kdy vydělal 33 milionů dolarů.

### Recenze
Na recenzní stránce Rotten Tomatoes získal z 264 započtených recenzí 50 procent s průměrným ratingem 5,9 bodů z deseti. Na serveru Metacritic snímek získal z 47 recenzí 60 bodů ze sta. Na Česko-Slovenské filmové databázi si snímek ke 2. srpnu 2018 drží 60 procent.

### Ocenění a nominace
Scott Chambliss byl nominován na cenu Art Directors Guild Awards v kategorii nejlepší výprava pro fantasy film, na cenu Saturn v kategorii nejlepší výprava. Film získal 3 nominace na cenu Teen Choice Awards v kategoriích nejlepší sci-fi/fantasy film, nejlepší herec ve sci-fi/fantasy filmu pro George Clooneyho a nejlepší herečka ve sci-fi/fantasy filmu pro Britt Robertson. Tým, který stál za tvorbu vizuálních efektů získal dvě nominace na cenu Visual Effects Society. Michael Giacchino získal cenu World Soundtrack Academy v kategorii nejlepší soundtrackový skladatel.